# Bucculatrix althaeae
Bucculatrix althaeae är en fjärilsart som beskrevs av August Busck 1919. Bucculatrix althaeae ingår i släktet Bucculatrix och familjen kronmalar. Inga underarter finns listade i Catalogue of Life.